# Фалько, Сергей Григорьевич
Сергей Григорьевич Фалько́ (род. 5 октября 1956) — доктор экономических наук, профессор, ведущий российский исследователь в области экономики, менеджмента, контроллинга и организации производства.

## Биография
В 1979 г. окончил МВТУ им. Н. Э. Баумана факультет «Машиностроение» по специальности «Полигонные установки».
В 1984 г. окончил аспирантуру и защитил кандидатскую диссертацию по вопросам экономики и управления предприятием по кафедре «Экономика и организация производства» МВТУ им. Н. Э. Баумана
В 1999 г. защитил докторскую диссертацию по эффективному управлению инновационными процессами на предприятия на основе концепции контроллинга.
В 2000 г. присвоено ученое звание профессора по кафедре «Экономика и организация производства» МГТУ им. Н. Э. Баумана
С 1995 г. — заведующий кафедрой «Экономика и организация производства» МГТУ им. Н. Э. Баумана.
В 2006—2009 гг. — председатель ГАК Кубанского государственного университета по специальности «Менеджмент организации».
С 2010 г. — Председатель диссертационного совета Д212.141.21 при МГТУ им Н. Э. Баумана
Директор Научно-образовательного центра «Контроллинг и управленческие инновации» МГТУ им. Баумана, исполнительный директор НП «Объединение контроллеров», объединяющего представителей ведущих российских компаний, реализующих методологию и инструментарий контроллинга при построении систем управления предприятиями.
- Член Диссертационных Советов (г. Москва) по присуждению ученых степеней доктора и кандидата наук.
- Главный редактор журналов «Контроллинг» и «Инновации в менеджменте»
- Член Попечительского совета Фонда «Наше будущее»
- Член Учебно-методического совета по специальности «Менеджмент высоких технологий»

## Членство в международных профессиональных союзах и организациях
- Партнёр Союза контроллеров Германии
- Член Международной академии организационных наук
- Полноправный член International Group of Controlling (Европа)

## Области профессиональной компетенции
- Специалист в области разработки и внедрения современных систем управления на основе концепции контроллинга в компаниях различных отраслей народного хозяйства и форм собственности
- Специалист в области экономико-математического моделирования и проведения расчетов экономической эффективности инвестиций и менеджмента инновационных проектов
- Ведущий профессор МГТУ им. Н. Э. Баумана, Высшей Школы Экономики, по курсам «Контроллинг в организации», «Контроллинг в банке», «Контроллинг инноваций и инвестиций»

## Основные публикации
Статья в журнале Finance /The Executive Magazine for Emerging Europe — Autumn, 2010,www.finance-ee.com
- Учебник (Под ред Фалько С. Г.) Экономика предприятия. — М.: Кнорус, 2011
- Учебное пособие(соавтор Аксенов А. П.) Экономика эксплуатации машин и оборудования. — М.: Кнорус, 2011
- Монография «Экономика и организация производства: Научные школы МГТУ им. Н. Э. Баумана». — М.: Изд-во МГТУ им. Н. Э. Баумана, 2009.
- Учебник «Контроллинг», М.: Финансы и статистика, 2008 (с соавторами)

Монография "Контроллинг для руководителей и специалистов. — М.: Финансы и статистика, 2008.
- Учебное пособие (соавтор Иванова Н. Ю.) Управление нововведениями на высокотехнологичных предприятиях. — М.: Изд-во МГТУ им. Н. Э. Баумана, 2007.
- «Эволюция концепций управления предприятиями промышленности» — М.: ЦЭМИ РАН, 2007
- Монография «Контроллинг для руководителя», М.: Институт контроллинга, 2006.
- Монография (с соавторами) «Контроллинг в бизнесе» (1-е изд. 1998 г., 2-е изд. 2002, 3-е изд. 2004) — М.: Финансы и статистика, 256 с.
- «Инновационный менеджмент»- М.: изд-во МГТУ им. Н. Э. Баумана, — 1996. — 111 с.
- «Организация и управление инновационной деятельностью» — М.: изд-во МГТУ им. Н. Э. Баумана, — 1998. — 126 с.
- «Финансово-экономические аспекты предпринимательства» — М.: Экономика и жизнь, «Знание РФ». — 1993. — 70 с.
- Книга в серии «Библиотека директора» «Контроллинг на предприятии» — М.: Экономика и жизнь- 1995. − 80 с.
- Учебник с грифом под ред. Фалько С. Г. «Экономика предприятия» (1-е изд. 2003, 2-е изд. — 2004 г.) — М.: «Дрофа», 368 с.
- «Научная организация производства: история, современность, перспектива» — М.: Знание РСФСР, 1990.
- «История науки об организации производства» М.: изд-во МВТУ им. Н. Э. Баумана, — 1989. — 120 с.

Автор и соавтор свыше 120 научных статей, учебных пособий и методических рекомендаций по тематике «Экономика и управление на предприятии», «Экономико-математическое моделирование», «Организация и планирование производства», «Методы прогнозирования при создании и освоении новой техники», «Современные эконометрические методы в контроллинге», «Теория и методология контроллинга», «Инвестиционный менеджмент», «Инновационный менеджмент» и др.
Некоторые последние публикации:
- Информационно-аналитическая поддержка принятия решений при управлении инновациями
- Экономико-математические методы в контроллинге
- «Шесть сигм» — система внедрения контроллинга и его эконометрических инструментов